# Hydroptila spada
Hydroptila spada är en nattsländeart som beskrevs av Oliver S. Flint Jr. 1991. Hydroptila spada ingår i släktet Hydroptila och familjen smånattsländor. Inga underarter finns listade i Catalogue of Life.